# 중성미자 검출기
중성미자 검출기 또는 뉴트리노 검출기(Neutrino detector)는 중성미자를 연구하기 위해 설계된 물리학 장치이다. 중성미자는 물질의 다른 입자와 약하게만 상호작용하기 때문에 중성미자 검출기는 상당한 수의 중성미자를 검출하려면 매우 커야 한다. 중성미자 감지기는 우주선 및 기타 배경 방사선으로부터 감지기를 격리하기 위해 지하에 설치되는 경우가 많다. 중성미자 천문학 분야는 아직 초기 단계에 있다. 2018년 기준 확인된 유일한 외계 생명체는 태양과 인근 대마젤란 구름에 있는 초신성 1987A이다. 또 다른 가능성 있는 광원(3개의 표준편차)은 약 37억 광년 떨어진 블레이저 TXS 0506+056이다. 중성미자 관측소는 "천문학자들에게 우주를 연구할 수 있는 새로운 눈을 줄 것"이다.
다양한 검출 방법이 사용되었다. 슈퍼 가미오칸데는 들어오는 중성미자가 물 속에서 전자나 뮤온을 생성할 때 방출되는 체렌코프 방사선을 관찰하는 광전관으로 둘러싸인 대량의 물이다. 서드베리 중성미자 관측소(Sudbury Neutrino Observatory)도 유사하지만 중수를 감지 매체로 사용한다. 다른 검출기는 대량의 염소나 갈륨으로 구성되어 있으며 원래 물질과 상호작용하는 중성미자에 의해 생성되는 아르곤이나 게르마늄의 과잉 여부를 주기적으로 확인한다. MINOS는 광전관으로 관찰되는 고체 플라스틱 섬광체를 사용했다. 보렉시노(Borexino)는 광전관으로도 관찰되는 액체 유사큐멘 신틸레이터를 사용한다. NOνA 검출기는 눈사태 포토다이오드가 감시하는 액체 섬광체를 사용한다.
열음향 효과를 통한 중성미자의 음향 검출 제안은 ANTARES, 아이스큐브 및 KM3NeT 공동 작업에 의해 수행된 전용 연구의 주제이다.

## 같이 보기
- 중성미자 천문학